# アレッタ (小惑星)
アレッタ (1194 Aletta) は小惑星帯に位置する小惑星である。南アフリカのヨハネスブルグでシリル・ジャクソンによって発見された。
ジャクソンの妻に因んで命名された。